# SN 2008bo
SN 2008bo – supernowa typu Ib odkryta 31 marca 2008 roku w galaktyce NGC 6643. W momencie odkrycia miała maksymalną jasność 16,60m.